# Nalbach
Nalbach è un comune tedesco di 9 079 abitanti, situato nel land della Saarland.